# Peremoha, Kroleveț
Peremoha (în ucraineană Перемога) este un sat în comuna Bilohrîve din raionul Kroleveț, regiunea Sumî, Ucraina.

## Demografie
Componența lingvistică a localității Peremoha
     Ucraineană (93,75%)
     Belarusă (6,25%)
Conform recensământului din 2001, majoritatea populației localității Peremoha era vorbitoare de ucraineană (93,75%), existând în minoritate și vorbitori de belarusă (6,25%).